# Medford (New York)
Medford è un census-designated place degli Stati Uniti, nella Contea di Suffolk, nello Stato di New York. Nel 2000 contava quasi 22.000 residenti.
Fa parte del comune di Brookhaven, nell'area metropolitana di New York.